# Gimnazjum w Słucku

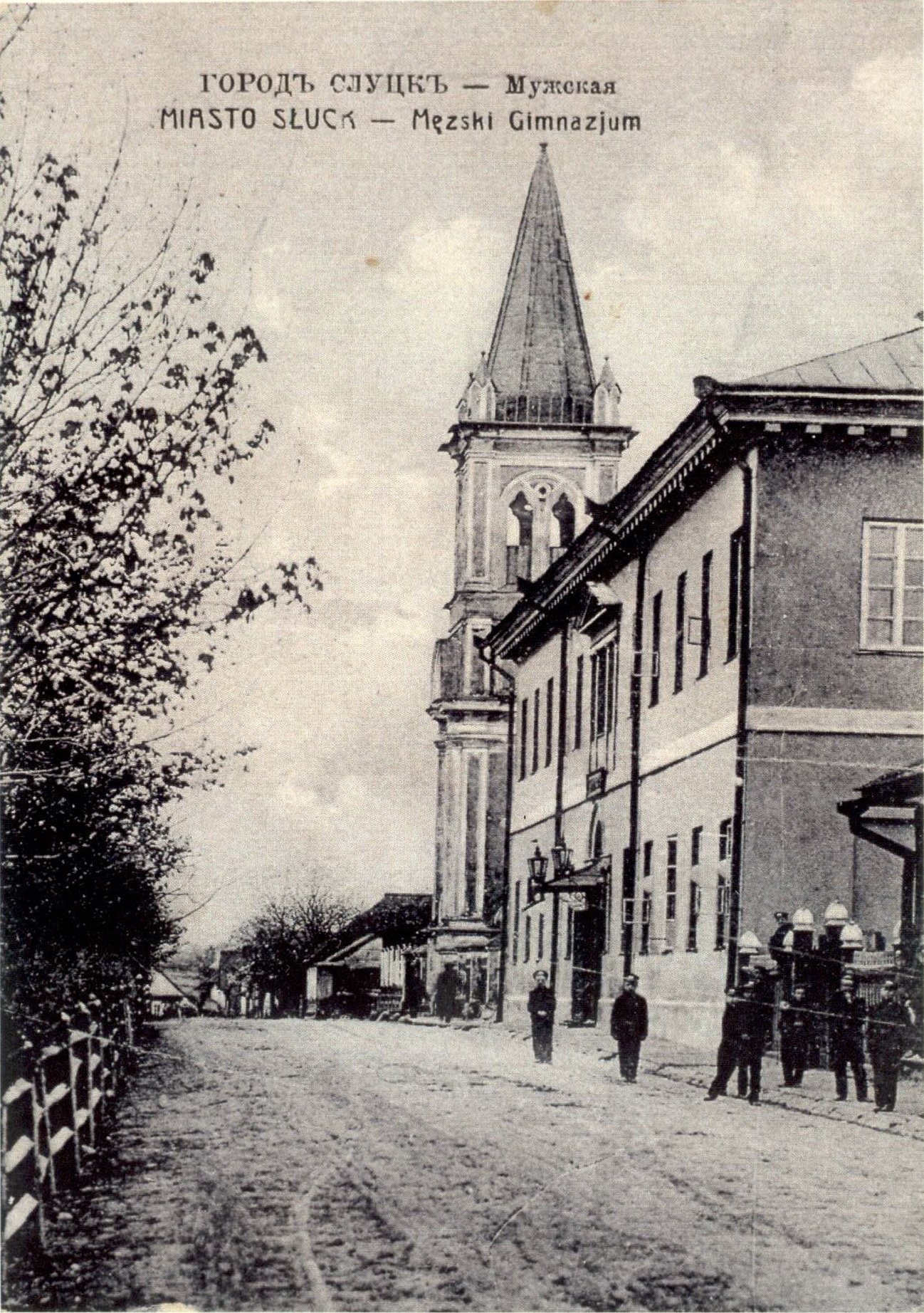
Słuckie gimnazjum i kalwiński zbór przed 1918 r.

Gimnazjum w Słucku (biał. Слуцкая гімназія – Słuckaja himnazija) – szkoła średnia istniejąca w Słucku od początków XVII wieku do 1920.

## Historia
Gimnazjum założył ok. 1617 roku książę Krzysztof Radziwiłł, brat Janusza. Pierwszym rektorem szkoły został Andrzej Muzoniusz; później funkcję tę pełnili m.in. Reinhold Adami, Jeremiasz Syliniusz, Jakub Taubman oraz Jakub Inglis.
W XVIII wieku w szkole uczono języka polskiego i niemieckiego, łaciny, etyki, retoryki, historii, prawa i matematyki. Na początku stulecia zniesiono cenzus wyznaniowy; w gimnazjum mogli się odtąd uczyć katolicy, którzy z czasem zdominowali grono uczniów. Obok szkoły funkcjonował internat dla ubogiej młodzieży. W początkowym okresie istnienia szkoły nauka była bezpłatna.
W 1801 roku szkołę ukończył Adam Czarnocki, jeden z najbardziej znanych badaczy Słowiańszczyzny, a kilkadziesiąt lat później Witold Ceraski – astronom, profesor. W szkole wykładali w tym czasie m.in. prof. Tołowiński, Niemonowicz i Piotrowski.
W 1809 roku władze rosyjskie zmieniły status uczelni na szkołę powiatową guberni mińskiej, jednak w 1827 roku odnowiono słuckie gimnazjum pod kierownictwem ks. Leopolda Wannowskiego. Wówczas w szkole nauczali m.in. profesorowie Kuncewicz, Kurnatowski, Głowacki i Herman. Do znanych uczniów w owym okresie należał Antoni Pietkiewicz (Pług), Aleksander Walicki i Aleksander Oskierko. W 1835 roku po buncie studentów, którzy odmówili modlenia się za rodzinę carską, gimnazjum podporządkowano władzom rosyjskim. One odtąd mianowały kierownika szkoły i nauczyciela języka rosyjskiego - Jednota Litewska wciąż mianowała jego zastępcę (tzw. "inspektora) oraz pozostałych nauczycieli. Pozwolno również prowadzić naukę religii reformowanej po polsku. W 1881 roku kalwińskie gimnazjum przeszło definitywnie pod opiekę rządu rosyjskiego; odtąd nazywano je gimnazjum męskim w Słucku, ale zachowano bliskie związki z Jednotą Litewską, która wciąż wysyłała tam swoich uczniów i wyznaczała nauczyciela religii reformowanej. 
W 1829 roku uczęszczało do niego 231 uczniów, w tym 20 stypendystów Jednoty Litewskiej. W 1889 roku uczęszczało do niego ok. 300 uczniów.
Kres istnieniu placówki przyniosła I wojna światowa, Traktat Ryski i nastanie władzy radzieckiej na Słucczyźnie w 1920 roku.

## Budynki szkolne
Budynek dawnej szkoły położony jest przy ul. Komsomolskiej 7, niegdyś Szerokiej. Zbudowano go w I połowie XIX wieku według projektu Karola Podczaszyńskiego. Kamień węgielny położono w 1829 roku, ale ukończono go dopiero w 1840 roku. Na parterze budynku mieściły się klasy, na pierwszym piętrze zakwaterowano bibliotekę i szkolną kancelarię. 
W 1850 roku dzięki hojnemu wsparciu właściciela dóbr słuckich, księcia Ludwika Wittgensteina (1799-1866) wybudowano osoby budynek tzw. konwiktu, który mógł pomieścić 50 uczniów.
Na terenie kompleksu szkolnego znajdował się sad oraz drewniane domy nauczycieli. 
Ze szkołą do lat 40. XX wieku sąsiadował murowany kościół ewangelicko-reformowany z wieżyczką - jego nowy budynek wybudowano w 1853 roku. Został on zniszczony po II wojnie światowej przez bolszewików. 
Obecnie w d. gimnazjum męskim mieści się szkoła średnia nr 1.

## Rektorzy gimnazjum
(Lista niepełna, wymaga uzupełnienia)
- ?–1777 ks. Florian Herowski[5]
- 1777–? ks. Władysław Kurnatowski[5]
- 1796–1825 ks. Michał Wannowski
- 1825–1835 ks. Leopold Wannowski (do śmierci inspektor)
- 1850–1850 ks. Michał Reczyński
- 1857–1861 Michał Stanisław Reczyński

## Absolwenci gimnazjum
- Janusz Radziwiłł (1612-1655), wojewoda wileński, hetman wielki litewski
- Stefan Wannowski (1749–1812), duchowny kalwiński, ostatni polski kaznodzieja ewangelicko-reformowany w Królewcu
- Michał Wannowski (1761-1827), duchowny kalwiński, rektor gimnazjum w Słucku
- Rafał Downar (1771-1854) duchowny kalwiński, superintendent wileński i Jednoty Litewskiej.
- Adam Czarnocki (1784-1825), znany badacz Słowiańszczyzny
- Zorian Dołęga-Chodakowski (1784-1825) – polski etnograf, archeolog i historyk
- Leopold Wannowski (1798-1849), duchowny kalwiński, rektor gimnazjum w Słucki, syn Michała
- Henryk Narkiewicz-Jodko (1896–1920), oficer Wojska Polskiego, kawaler Orderu Virtuti Militari
- Artur Niepokojczycki (1813-1881), rosyjski generał
- Antoni Pietkiewicz (1823-1903), pisarz, literat ps. Antoni Pług
- Aleksander Walicki (1826-1893), polski publicysta, literat, księgarz, bibliotekarz
- Edmund Fryk (1840-1920) – litewski architekt tworzący w Kownie
- Stanislovas Dagilis (1843-1915) – litewski poeta i tłumacz, działacz społeczności kalwińskiej na Litwie
- Witold Ceraski (1849-1925), astronom
- Edward Woyniłłowicz (1847-1928), polski i białoruski działacz społeczny
- Michał Jastrzębski (1859-1938), duchowny kalwiński, superintendent Jednoty Litewskiej
- Jan Gabriel Cumft (1864-1929) – polski lekarz, okulista
- Witold Jodko-Narkiewicz (1864-1924) – polski dyplomata
- Bronisław Herman-Iżycki (1865-1947) – polski działacz społeczny, wileński radny, członek i prezes Konsystorza Ewangelicko-Reformowanego w Wilnie
- Kazimierz Pietrusewicz (1872-1949), działacz lewicowy, sybirak, sędzia Sądu Najwyższego w l. 1919-22.
- Jonas Yčas (1880-1931) – litewski pedagog i profesor, działacz społeczny i religijny